# Serie 107 de Renfe
La serie 107 de Renfe será un tren de alta velocidad perteneciente a la familia AVRIL de Talgo. La serie estará formada por 13 trenes provenientes de reformar antiguos coches de pasajeros de la Serie 7 de Talgo para convertirlos en un tren completo al añadirle cabezas tractoras eléctricas. Estará homologada para circular a 330 km/h tanto en ancho ibérico como en ancho internacional en servicios Renfe AVE y Renfe Avlo en Bélgica, España, Francia, Italia y Suiza. Será una serie similar a la serie 106, con la diferencia de que la S-106 se fabricó íntegramente y no reutilizando el antiguo parque móvil.

## Historia
En febrero de 2018 Renfe Operadora adjudicó a Talgo por 107 millones de euros la transformación de 156 coches de servicio nocturno pertenecientes a la serie 7 de Talgo.Esta serie había entrado en circulación en los 2000 y prestaba servicios nocturnos bajo la marca comercial “Trenhotel. El objetivo era crear con estos 156 coches un total de 13 composiciones que pudieran alcanzar 330 km/h y poder cambiar de ancho de vía. Renfe se reservó la opción de transformar 72 coches más para crear otras 6 composiciones y, por el momento, no encargó la construcción de las cabezas tractora que los trenes necesitarían (los coches son remolcados, es decir, no pueden propulsarse por sí mismos y para ello necesitan de otro vehículo, como una locomotora o una cabeza tractora).
En mayo de 2021 Renfe adjudicó a Talgo la construcción de veintiséis cabezas tractoras, con opción de 12 más. Es decir, adjudicó dos cabezas tractoras para cada composición de coches encargada en 2018, aunque no se había aplicado la cláusula de expansión del contrato y el pedido seguía siendo de 13 trenes. La serie 107 será la segunda serie de la familia AVRIL que se entregará a Renfe, por detrás de la S-106 (2024), cuyas unidades se fabricaron íntegramente, sin reutilizar material prexistente. 
Las primeras ramas se comenzaron a entregar en mayo de 2024 a Renfe para comenzar su proceso de homologación.Está prevista su entrada en funcionamiento antes de 2026.

## Descripción
Se trata de una serie de 13 automotores eléctricos de tracción concentrada, con dos unidades motrices, una en cada extremo, conformados por coches Talgo 7 reformados para tener rodales con cambio de ancho aptos para circular a una velocidad máxima de 330 km/h.
Cada motriz tiene una potencia máxima de 4.000 kW a 25 kV en corriente alterna y 3.250 kW a 3 kV en corriente continua. Son capaces de circular tanto a 1,5 kVcc y 3 kVcc como a 25 kVca.